# Віктор Пуа
Віктор Арольдо Пуа Соса (ісп. Víctor Haroldo Púa Sosa, нар. 21 березня 1956, Пасо-де-лос-Торос, Уругвай) — уругвайський футболіст, що грав на позиції захисника. По завершенні ігрової кар'єри — тренер.
Виступав, зокрема, за клуби «Ліверпуль» (Монтевідео) та «Дефенсор Спортінг».

## Ігрова кар'єра
У дорослому футболі дебютував 1970 року виступами за команду клубу «Ліверпуль» (Монтевідео), в якій провів чотири сезони.
Протягом 1976—1977 років захищав кольори команди клубу «Рівер Плейт» (Монтевідео).
Своєю грою за останню команду привернув увагу представників тренерського штабу клубу «Дефенсор Спортінг», до складу якого приєднався 1978 року. Відіграв за команду з Монтевідео наступні три сезони своєї ігрової кар'єри.
Згодом з 1982 по 1987 рік грав у складі команд клубів «Олімпія» (Асунсьйон), «Текстіль Мандію» та «Рампла Хуніорс».
Завершив професійну ігрову кар'єру у клубі «Черрито».

## Кар'єра тренера
Розпочав тренерську кар'єру, очоливши тренерський штаб клубу «Рівер Плейт» (Монтевідео). 1997 року став головним тренером молодіжної збірної Уругваю, яку тренував два роки. 
Згодом протягом 1997—2003 років з невеликою перервою очолював тренерський штаб збірної Уругваю. Керував діями національної команди у розіграші Кубка Америки 1999 року, а також на чемпіонаті світу 2002 року.
Протягом 2004 року був головним тренером команди «Росаріо Сентраль».
Наразі останнім місцем тренерської роботи був клуб «Пеньяроль», головним тренером команди якого Віктор Пуа був протягом 2009 року.

## Титули і досягнення
Гравець
- Переможець Панамериканських ігор: 1983

Тренер
- Срібний призер Кубка Америки: 1999